# Mapa Anny
Mapa Anny (2014) je povídková kniha Marka Šindelky. Obsahuje 10 většinou vzájemně provázaných povídek o partnerských vztazích lidí autorova věku, tj. zhruba třiceti let.
Dvě povídky, které se později staly součástí sbírky, vyšly napřed časopisecky. V literární příloze Respektu 17. prosince 2012 vyšla povídka Představení začíná, v Lidových novinách 10. srpna 2013 vyšla povídka Kopie.
V anketě Kniha roku Lidových novin 2014 obsadila kniha šesté místo.

## Povídky

### Představení začíná
Povídka zachycuje posledních několik minut bavičovy přípravy v šatně než vystoupí před publikem. V samomluvě o trémě a tělesnosti, která stojí i za fenomény obecně nespojované s tělesností jako je řeč či dech, zmiňuje také svého přítele spisovatele, kterému se hnusí příběhy.

### Ulita
Martin je s těhotnou Sylvií na svatební cestě u moře. Ač byli oba soukromě rozhodnutí se se svým protějškem rozejít, nakonec mj. kvůli dítěti zůstali spolu. Martinovi bylo také Sylvie líto, protože byla osamělá a pořád se něčím trápila. Na konci povídky si jde Martin brzy ráno zaběhat na pláž, kde potkal starší pár a muž mu daroval ulitu.

### Reality
Mladý spisovatel, který nemá rád příběhy, táhne nad ránem městem s dívkou Annou, v televizi v cukrárně vystupuje Bavič

### Kopie
Jednatřicetiletá Andrea má schůzku s Matějem, rozhodla se odjet do zahraničí a s Matějem se rozejít. Jdou městem a skončí na koncertě, kde potkají také sedmnáctiletou anarchistku s jejím klukem, které Andrea zahlédla už v kavárně na začátku schůzky. Kluk se s anarchistkou na tom koncertě právě rozešel, Andrea se s ní dává do řeči a bere si od ní telefonní číslo. Když se pak po koncertu na autobusové zastávce loučí s Matějem, který se na koncertě opil, dává mu telefonní číslo s tím, že to je její nové a ať jí zítra napíše něco pěkného...

## Recenze
- Markéta Kittlová, iLiteratura.cz
- Eva Klíčová, H7O
- Michal Šanda, Právo
- Kateřina Čopjaková, Respekt
- Jiří Lojín, Vašeliteratura.cz
- Tomáš Weiss, Hospodářské noviny
- Vojtěch Staněk, A2
- Pavel Janoušek, Tvar